# Élisabeth Lafont
Pour les articles homonymes, voir Lafont.
Élisabeth Lafont, de son vrai nom Élisabeth Medveczky, née le 29 juin 1960 à Nîmes, est une actrice française active dans les années 1970 et 1980. 
Elle est la fille de Bernadette Lafont et la sœur de Pauline Lafont.

## Biographie
En septembre 1959, Bernadette Lafont (1938-2013), divorcée de Gérard Blain, épouse un artiste hongrois résidant en France depuis 1948, Diourka Medveczky (1930-2018).
Élisabeth est le premier de leurs enfants, avant David (1961) et Pauline (1963).
À la fin des années 1960, ses parents vivent séparés, puis divorcent dans les années 1970.
L'année 1988 est marquée par un deuil familial : la mort de Pauline, au cours d'une randonnée solitaire autour de Saint-André-de-Valborgne (Gard), où se trouve la maison de Bernadette Lafont. Signalée disparue le 11 août, Pauline n'est retrouvée que le 21 novembre, dans un ravin sur la commune limitrophe de Gabriac (Lozère), ce qui marque la fin d'une période de grande agitation dans les médias.

## Filmographie

### Cinéma
- 1976 : Vincent mit l'âne dans un pré (et s'en vint dans l'autre), de Pierre Zucca : la pleureuse
- 1976 : Noroît, de Jacques Rivette : Elisa
- 1983 : Les Planqués du régiment, de Michel Caputo : la patronne du café
- 1983 : Les Folles Années du twist, de Mahmoud Zemmouri : la Pied-noir
- 1984 : Vive les femmes !, de Claude Confortès : une auto-stoppeuse
- 1988 : Prisonnières de Charlotte Silvera : Irène

### Télévision
- 1985 : Le Réveillon de Daniel Losset : Yoyo
- 1986 : Maguy (saison 2)

## Discographie
- Les Bonzhommes - 1986 - Paroles : Marc-Fabien Bonnard - Musique : Dominique Pankratoff - GES Records